# Leônidas Coelho de Sousa
Leônidas Coelho de Sousa (Montenegro, 18 de junho de 1889 — Caxias do Sul, 31 de janeiro de 1976) foi um político brasileiro.

## Vida
Filho de Albano Coelho de Souza e de Idalina Brochier Coelho de Souza.

## Carreira
Filiado ao Partido Liberal Catarinense, foi eleito deputado estadual na 1ª legislatura (1935 — 1937), mas não tomou posse após ter sido nomeado prefeito provisório do recém-instalado município de Caçador pelo interventor estadual Aristiliano Ramos em março de 1934, cargo no qual permaneceu até abril de 1935. Em seu lugar na Assembleia Legislativa, assumiu a suplente Antonieta de Barros, que se tornou a a primeira deputada estadual mulher e negra do país.